# Tsurui
Tsurui (鶴居村?) è un villaggio giapponese della prefettura di Hokkaidō.